# Овечкино (станция, Алтайский край)
Ове́чкино — железнодорожная станция (населённый пункт) в Завьяловском районе Алтайского края России. Входит в состав Овечкинского сельсовета.

## История
Населённый пункт при станции Западно-Сибирской железной дороги был основан в 1959 году.

## География
Станция находится в западной части Алтайского края, в пределах Кулундинской равнины, к юго-западу от озера Батовое, на расстоянии примерно 24 километров (по прямой) к северо-востоку от села Завьялово, административного центра района. Абсолютная высота — 153 метра над уровнем моря.

Климат умеренный, резко континентальный. Средняя температура января составляет −18,6 °C, июля — +19,3 °C.

## Население
| 1997 | 1998 | 1999 | 2000 | 2001 | 2002 | 2003 |
| ---- | ---- | ---- | ---- | ---- | ---- | ---- |
| 225  | ↘197 | ↘183 | ↘171 | ↗173 | ↘169 | ↗171 |
| 2004 | 2005 | 2006 | 2007 | 2008 | 2009 | 2010 |
| →171 | ↗178 | ↗200 | ↘178 | ↘151 | →151 | ↘123 |
| 2011 | 2012 | 2013 |      |      |      |      |
| ↗124 | ↗128 | ↘120 |      |      |      |      |

Согласно результатам переписи 2002 года, в национальной структуре населения русские составляли 93 %.

## Улицы
Уличная сеть станции состоит из трёх улиц.